# Maasmechelen
Maasmechelen é um município da Bélgica localizado no distrito de Tongeren, província de Limburgo, região da Flandres.